# Anton Balasingham
Anton Balasingham Stanislaus (Tamil ஆண்டன் பாலசிங்கம் ஸ்டானிஸ்லாஸ்; 4. März 1938 – 14. Dezember 2006 in London) war ein tamilischer Journalist, Autor sowie der politische Berater der Liberation Tigers of Tamil Eelam (LTTE).
Balasingham wuchs in Karaveddy, Ceylon auf. Später wurde er Journalist bei der tamilischen Zeitung "Virakesari" sowie Übersetzer bei der britischen Botschaft in Colombo. In London lernte er seine zweite Frau Adele Wilby kennen, die er 1978 heiratete. In London begann Balasingham sich für den tamilischen Widerstandskampf zu engagieren. Für die LTTE schrieb er zunächst politische Texte und übersetzte tamilische Texte ins Englische. Nach den anti-tamilischen Pogromen im Juli 1983 in Sri Lanka gingen Anton und Adele Balasingham nach Tamil Nadu in Indien, um von dort mit anderen LTTE-Mitgliedern den Widerstandskampf gegen die sri-lankische Regierung besser zu organisieren.
Mit der Zeit wurde Balasingham ein enger Vertrauter von Velupillai Prabhakaran und war für die LTTE als politischer Berater, Sprecher und Chefideologe tätig. Während den verschiedenen Friedensverhandlungen zwischen der LTTE und der sri-lankischen Regierung spielte er als Chefunterhändler eine wichtige Rolle. Am 14. Dezember 2006 starb Balasingham in London an Krebs. Nach seinem Tod verlieh die LTTE ihm den Titel „Stimme der Nation“.